# Ronde van Frankrijk 2013/Eerste etappe
De eerste etappe van de Ronde van Frankrijk 2013 werd verreden op zaterdag 29 juni 2013 over een afstand van 213 kilometer op het Franse eiland Corsica, van Porto-Vecchio naar Bastia.

## Verloop

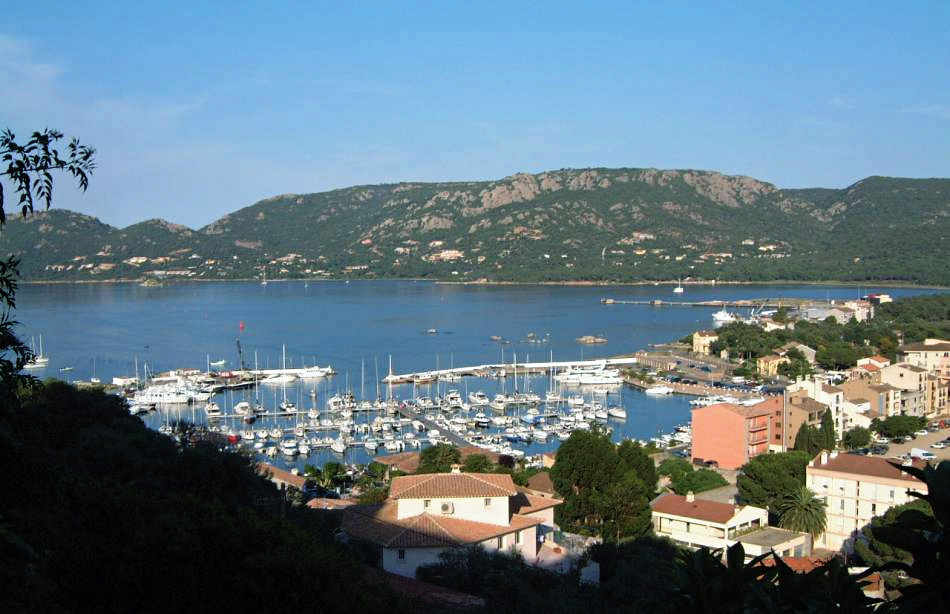
De startplaats Porto-Vecchio.

De Fransman Jérôme Cousin sprong meteen in de eerste kilometer weg, en kreeg Flecha, Boom, Lobato en Lemoine mee. Op de enige helling van de dag wist Lobato als eerste boven te komen. Daarmee pakte hij de eerste bolletjestrui in de honderdste ronde van Frankrijk. De kopgroep werd tot twee keer aan toe bijna teruggepakt, maar pas bij de derde keer werden de vluchters echt ingerekend.
De Orica-GreenEdge bus was ondertussen klem komen te zitten onder de finishboog. Dit zorgde voor chaos in het peloton en bij de organisatie. Aanvankelijk werd gemeld dat de finish drie kilometer eerder zou plaatsvinden. Uiteindelijk lukte het de organisatie om de bus op tijd weer onder de boog weg te krijgen en lag de eindstreep dus op de oorspronkelijke plaats. In het peloton was er ondertussen, op vier kilometer van de streep, een massale valpartij waarbij onder andere sprinters als Peter Sagan, Mark Cavendish en André Greipel onderuit gingen.
Niki Terpstra wist echter te ontkomen aan de valpartij en de Nederlander probeerde in de laatste kilometers nog voor het peloton uit te komen. Dit lukt uiteindelijk niet en de Duitse sprinter Marcel Kittel wist vervolgens de eindsprint te winnen. Achteraf besloot de organisatie dat alle renners die betrokken waren bij de valpartij dezelfde tijd zouden krijgen als de winnaar.
| Tussensprint San-Giuliano na 150 km |                     |        |
| Plaats                              | Naam                | Punten |
| Winnaar                             | Lars Boom           | 20     |
| 2                                   | Juan Antonio Flecha | 17     |
| 3                                   | Cyril Lemoine       | 15     |
| 4                                   | Jérôme Cousin       | 13     |
| 5                                   | Juan José Lobato    | 11     |
| 6                                   | André Greipel       | 10     |
| 7                                   | Mark Cavendish      | 9      |
| 8                                   | Peter Sagan         | 8      |
| 9                                   | Kris Boeckmans      | 7      |
| 10                                  | Matthew Goss        | 6      |
| 11                                  | Nacer Bouhanni      | 5      |
| 12                                  | Fabio Sabatini      | 4      |
| 13                                  | Gert Steegmans      | 3      |
| 14                                  | Sylvain Chavanel    | 2      |
| 15                                  | Jonathan Hivert     | 1      |

| Beklimming Côte de Sotta na 45,5 km | Beklimming Côte de Sotta na 45,5 km | Beklimming Côte de Sotta na 45,5 km | 4e cat. 1,1 km à 5,9 % | 4e cat. 1,1 km à 5,9 % |
| Plaats                              | Naam                                | Naam                                | Punten                 |                        |
| Winnaar                             | Juan José Lobato                    | Juan José Lobato                    | 1                      |                        |

## Uitslagen
| Rituitslag Porto-Vecchio - Bastia (213 km) |                    |                         |          |
| Plaats                                     | Naam               | Ploeg                   | Tijd     |
| Winnaar                                    | Marcel Kittel      | Argos-Shimano           | 4u56'52" |
| 2                                          | Alexander Kristoff | Katjoesja               | z.t.     |
| 3                                          | Danny van Poppel   | Vacansoleil-DCM         | z.t.     |
| 4                                          | David Millar       | Team Garmin-Sharp       | z.t.     |
| 5                                          | Matteo Trentin     | Omega Pharma-Quick Step | z.t.     |
| 6                                          | Samuel Dumoulin    | AG2R-La Mondiale        | z.t.     |
| 7                                          | Gregory Henderson  | Lotto-Belisol           | z.t.     |
| 8                                          | Jürgen Roelandts   | Lotto-Belisol           | z.t.     |
| 9                                          | José Joaquín Rojas | Team Movistar           | z.t.     |
| 10                                         | Kris Boeckmans     | Vacansoleil-DCM         | z.t.     |

| Strijdlustigste renner |               |               |
|                        | Naam          | Ploeg         |
|                        | Jérôme Cousin | Team Europcar |

## Klassementen

### Algemeen klassement
| Plaats    | Naam               | Ploeg                   | Tijd     |
| --------- | ------------------ | ----------------------- | -------- |
| Gele trui | Marcel Kittel      | Argos-Shimano           | 4u56'52" |
| 2         | Alexander Kristoff | Katjoesja               | z.t.     |
| 3         | Danny van Poppel   | Vacansoleil-DCM         | z.t.     |
| 4         | David Millar       | Team Garmin-Sharp       | z.t.     |
| 5         | Matteo Trentin     | Omega Pharma-Quick Step | z.t.     |
| 6         | Samuel Dumoulin    | AG2R-La Mondiale        | z.t.     |
| 7         | Gregory Henderson  | Lotto-Belisol           | z.t.     |
| 8         | Jürgen Roelandts   | Lotto-Belisol           | z.t.     |
| 9         | José Joaquín Rojas | Team Movistar           | z.t.     |
| 10        | Kris Boeckmans     | Vacansoleil-DCM         | z.t.     |

### Nevenklassementen
| Puntenklassement |                    |                 |        |
| Plaats           | Naam               | Ploeg           | Punten |
| Groene trui      | Marcel Kittel      | Argos-Shimano   | 45     |
| 2                | Alexander Kristoff | Katjoesja       | 35     |
| 3                | Danny van Poppel   | Vacansoleil-DCM | 30     |
|                  |                    |                 |        |
| 8                | Kris Boeckmans     | Vacansoleil-DCM | 19     |

| Bergklassement |                  |                   |        |
| Plaats         | Naam             | Ploeg             | Punten |
| Bolletjestrui  | Juan José Lobato | Euskaltel-Euskadi | 1      |
| 2              |                  |                   | -      |
| 3              |                  |                   | -      |

| Jongerenklassement |                  |                         |          |
| Plaats             | Naam             | Ploeg                   | Tijd     |
| Witte trui         | Marcel Kittel    | Argos-Shimano           | 4u56'52" |
| 2                  | Danny van Poppel | Vacansoleil-DCM         | z.t.     |
| 3                  | Matteo Trentin   | Omega Pharma-Quick Step | z.t.     |
|                    |                  |                         |          |
| 4                  | Sep Vanmarcke    | Belkin Pro Cycling      | z.t.     |

| Ploegenklassement |                 |           |
| Plaats            | Ploeg           | Tijd      |
|                   | Vacansoleil-DCM | 14u50'36" |
| 2                 | Orica-GreenEdge | z.t.      |
| 3                 | Lotto-Belisol   | z.t.      |